# 靠脉肋毛蕨
靠脉肋毛蕨（学名：Ctenitis costulisora）为叉蕨科肋毛蕨属下的一个种。

## 扩展阅读
- 維基物種上的相關：靠脉肋毛蕨